# Хорошковський Валерій Іванович
Вале́рій Іва́нович Хорошко́вський (1 січня 1969, Київ, Українська РСР, СРСР) — український олігарх. Був Першим віцепрем'єр-міністром України (2012), Міністром фінансів України (2012), Головою Служби безпеки України у 2010—2012 роках та Головою Державної митної служби України у 2007—2009 роках. Доктор економічних наук (2003), професор (2005), генерал армії (2011).

## Життєпис
Народився 1 січня 1969 року в Києві в українській родині: батько Іван Михайлович (1937–1996) — інженер-будівельник, мати Ольга Назарівна (1939) — доктор педагогічних наук, професор, Заслужений діяч науки і техніки України.
Після закінчення київської школи, у вересні — жовтні 1986 року працював на посаді учня токаря цеху № 10 ВО завод «Арсенал». У лютому — травні 1987 — водій 3-го класу Київського зоопарку.
З 1987 по 1989 — служив у Радянській армії.
У 1989—1994 роках  — студент Київського університету імені Тараса Шевченка.
Листопад 1991 — лютий 1992 — директор малого виробничо-комерційного підприємства «Венеда Лтд».
Лютий 1992 — серпень 1997 — президент ТОВ «БОВІ»; президент концерну «Меркс інтернейшнл».
Серпень 1997 — травень 1998 — помічник Прем'єр-міністра України.
З березня 1998 до квітня 2002 — Народний депутат України 3-го скликання, виборчій округ № 9, АР Крим. На час виборів: помічник Прем'єр-міністра України, член НДП. Член фракції НДП (з травня 1998). Секретар Комітету з питань бюджету (з липня 1998), заступник голови Комітету з питань бюджету.
Червень — серпень 2002 — заступник Глави — керівник Головного управління з питань внутрішньої політики, серпень — грудень 2002 — перший заступник Глави Адміністрації Президента України.
30 листопада 2002 — 11 січня 2004 — Міністр економіки та з питань європейської інтеграції України.
Лютий 2004 — березень 2005 — професор кафедри фінансового права Національної академії державної податкової служби України.
Листопад 2004 — грудень 2006 — виконавчий директор, старший віцепрезидент, керівний директор з операційної діяльності, президент ТОВ «Євраз Груп» (Росія).
Грудень 2006 — травень 2007 — перший заступник Секретаря Ради національної безпеки і оборони України.
24 грудня 2007 — 28 січня 2009 — Голова Державної митної служби України.
З березня 2009 року Керівник Антитерористичного центру при СБУ.
Січень 2009 — березень 2010 — перший заступник Голови, та з 11 березня 2010 по 18 січня 2012 — Голова Служби безпеки України.
31 травня 2010 — 16 грудня 2010 — член Вищої ради юстиції.
12 серпня 2011 року дійсному державному раднику митної служби України В. Хорошковському присвоєно в порядку переатестування військове звання генерал армії України.
18 січня 2012 — звільнений з посади Голови Служби безпеки України та з військової служби в запас Служби безпеки України і призначений Міністром фінансів України
20 січня 2012 — виведений зі складу РНБО.
22 лютого 2012 року — звільнений з посади Міністра фінансів України та призначений Першим віцепрем'єр-міністром України
14 грудня 2012 року — подав Президенту заяву про відставку з поста Першого віцепрем'єра та невдовзі 24 грудня був звільнений із займаної посади.
Радник Прем'єр-міністра України на громадських засадах (квітень 1998 — грудень 1999); член Ради національної безпеки і оборони України (грудень 2002 — січень 2004). Член НДП (1996–2001), член Політради (лютий 1996-2001) і політвиконкому НДП (червень 1997–2001). Голова спостережної ради АКБ «Укрсоцбанк» (2003, 2004). Член Ради НБУ (жовтень 2000 — лютий 2005, 16 квітня 2010 — 18 грудня 2014).). Голова наглядової ради телеканалу «Інтер» (вересень 2005 — грудень 2006); акціонер медіагрупи U.A. Inter Media Group. Член Вищої ради юстиції (травень — грудень 2010).
З 2013 року живе в Монако. За неофіційною інформацією, отримав громадянство цієї мікродержави.

## Бізнес
Охоплення бізнес-інтересів та впливу Валерія Хорошковського доволі широке. У великому бізнесі тісно співпрацював з Олександром Абрамовим та Дмитром Фірташем
У 1990 році була створена перша комерційна структура, яку він очолив — мале виробничо-комерційне підприємство «Венеда ЛТД».
В середині 90-х років він очолює фірму «Меркс Інтернешнл», яка стала найбільшим в Україні виробником меблів.
Був акціонером «Укрсоцбанку», який в свою чергу контролював «Кримський содовий завод» і «Луганськобленерго». Восени 2004 року Валерій Хорошковський продав Віктору Пінчуку «Укрсоцбанк» за $ 250 млн. Продає інші свої активи в Україні та приймає пропозицію своїх старих бізнес-партнерів — перейти на роботу в Москву, на посаду виконавчого директора «Євраз Груп». На той час Хорошковський володів 2,08 % акцій «Євразу». У листопаді 2005 року рада директорів компанії обрала Валерія Хорошковського президентом «Євраз Груп». Але вже через рік Хорошковський іде зі своєї посади.
З 2000 року через Агентство гуманітарних технологій володіє 50 відсотками акцій інформаційного агентства «Українські новини». Після смерті засновника агентства Михайла Коломійця, «Українські новини» перейшли під повний контроль Хорошковського, а у 2004 році нащадки Коломійця продали йому свій пакет акцій.
У вересні 2005 року Хорошковський після смерті підприємця і одного з лідерів СДПУ(О) Ігоря Плужникова придбав акції найбільшого українського телевізійного каналу «Інтер». Сума операції при отриманні 61 % акцій склала, за деякими оцінками, близько 250 мільйонів доларів.
До 2006 року Валерій Хорошковський зберігав 50 % акцій виробника горілки «Союз-Віктан». Але пізніше цей пакет акцій продав. За попередніми оцінками він коштував 250—300 мільйонів доларів.
Улітку 2006 року він заявив про свій намір розширювати медіа-холдинг за рахунок придбання невеликих телеканалів, в результаті в структур Д. Фірташа були залучені до холдингу канали К1, К2 та «Мегаспорт». У жовтні 2007 року в Едуарда Прутніка був придбаний телеканал «НТН».
У січні 2008 року акціонери компанії Inter Media Group звільнили Валерія Хорошковського з посади директора компанії. Замість нього на посаду призначена його дружина — Олена Хорошковська.
У 2013 році акції компанії Inter Media Group (телевізійний бізнес групи «Інтер» — Інтер, Інтер+, НТН, К1, МЕГА, Enter-фільм, К2, Піксель TV та MTV Україна, якою володів Валерій Хорошковський, були продані компанії Group DF Дмитра Фірташа.
У 2011 році журнал «Фокус» оцінив стан Валерія Хорошковського в $ 430, 1 млн. (№ 42 в рейтингу 200 найбільш багатіїв України).
У 2010 році журнал «Кореспондент» оцінив капітал Хорошковського в $ 804 млн. (14-е місце в рейтингу «Золота сотня»).
У 2019 зайняв 28 місце в списку найбагатших людей України, його статки оцінили в $186 млн.

### Нерухомість
У 2012 році сім'я Валерія володіла величезним будинком площею 9,906 тис. кв. м і квартирою 1.265,77 кв. м.

### Автопарк
У 2012 році сім'я Хорошковського мала вісім автомобілів – Porsche Cayenne Turbo, Bentley Continental GT, Maybach 62-S, два Mercedes Benz GL500 і Mercedes Benz S 600 L, Mercedes Benz 500 SL і фургон Mercedes-Benz Sprinter.

## Родина
Дружина Хорошковська Олена Володимирівна (1966) — директор U.A. Inter Media Group Limited.
Діти: сини Денис (1991) і Олександр (1997) та дочка Катерина (2001).

## Переконання
Із 20 років вегетаріанець. Майже не вживає алкоголь.

## Військове звання
У серпні 2011 року Валерію Хорошковському присвоєно військове звання Генерал армії. Це викликало гучний резонанс у суспільстві оскільки з повноцінною службою у силових структурах В.Хорошковський пов'язаний не був і офіцерських звань не мав.
Пізніше в адміністрації президента пояснили це рішення тим, що згідно указом Президента України Віктора Ющенка в 2008 році Хорошковському, який тоді очолював Державну митну службу, було присвоєно звання «дійсний державний радник митної служби». Згідно з указом від 2003 року Про переатестацію осіб у військових (спеціальних) званнях і класних чинах, у разі призначення особи вищого начальницького складу в Збройні Сили або інші військові формування, їй присвоюється військове звання вищого офіцерського складу в порядку переатестації з урахуванням спеціального звання або класного чину, який він має. У 2002 році указом президента було затверджено Перелік осіб, які підлягають заміщенню, згідно з яким посада глави СБУ відповідає званню генерала армії України.

## Науковий ступінь та дисертації
- Кандидатська дисертація «Відтворення валового внутрішнього продукту в умовах перехідної економіки України» (Київський державний економічний університет, 1997).
- Докторська дисертація «Співробітництво України з міжнародними фінансовими організаціями» (Київський національний економічний університет, 2003)

## Нагороди
- Відзнака «Іменна вогнепальна зброя» (25 грудня 2008) — за особисті заслуги у зміцненні національної безпеки України, захисті економічних інтересів держави[20]
- Заслужений економіст України (7 лютого 2008) — за значний особистий внесок у забезпечення інтеграції України до Світової організації торгівлі[21]

## Критика
На початку 2000-х жив і працював в Росії, став президентом Evraz Group у 2005 році, отримав 2% акцій цієї компанії. Його почали підозрювати у співпраці із російськими спецслужбами.
У 2009 прем'єр-міністр України Юлія Тимошенко назвала Хорошковського «напомаженою істотою, з манікюром і педикюром, з бріоліном на волоссі».
У 2010 номінувався на антипремію «Будяк року» («за використання спецслужби для системного обмеження громадянських свобод»).
Перебуваючи на службі в СБУ допомагав, щоб Юлію Тимошенко ув'язнили.
12 вересня 2012, на пресконференції в Дніпрі, Перший віцепрем'єр Валерій Хорошковський не зміг відповісти на запитання Президента, скільки становлять в Україні мінімальна пенсія та прожитковий мінімум.
За даними групи «Інформаційний опір» та її керівника Дмитра Тимчука із призначенням Хорошковського головою СБУ в період президентства Віктора Януковича в Службі безпеки України практично повністю згорнули роботу із протидії російським спецслужбам; основні ворожі агентурні мережі ФСБ РФ і ГРУ ГШ ВР РФ у регіонах були сформовані в період з 2010 по 2013 рр, а пріоритети в діяльності СБУ були змінені за вказівкою Хорошковського,- «пріоритетний» Перший відділ «переключився» із протидії російським спецслужбам на роботу проти США, а Росією став займатися кардинально скорочений Четвертий відділ, водночас масштаби контррозвідувальної діяльності в східних регіонах України були значно зменшені